# Balaenifrons
Balaenifrons é um gênero de mariposa pertencente à família Crambidae.